# Marie-Hager-Haus

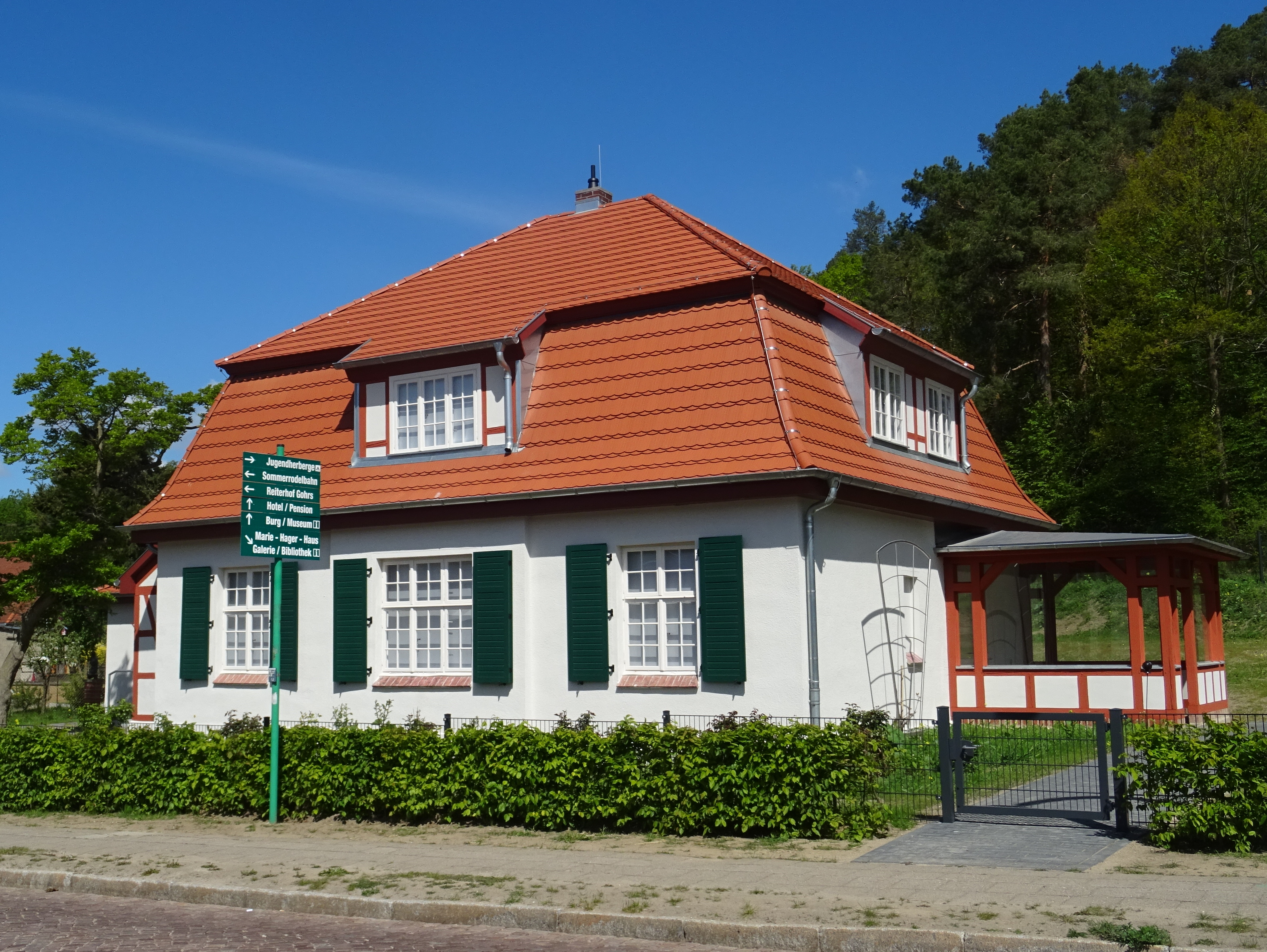
Marie-Hager-Haus in Burg Stargard

Das Marie-Hager-Haus ist ein Museum in Burg Stargard, das dem Andenken und Werk der Malerin Marie Hager (1872–1947) gewidmet ist. Das denkmalgeschützte Gebäude befindet sich in der Dewitzer Chaussee 17.
Hager hatte Burg Stargard bei verschiedenen Malkursen kennengelernt, die ihre Lehrer wie Eugen Bracht hier leiteten. 1921 ließ sie sich dort ein Haus bauen, das bis zu ihrem Lebensende Zentrum ihres Lebens und Schaffens wurde. Ihren Besitz erbte ihre Nichte Wiltrud Kratz, die Haus und Grundstück sowie verschiedene Möbel und Bilder 1991 der Stadt Burg Stargard übereignete. Auflage der Schenkung war die Einrichtung einer ständigen Ausstellung zum Werk Marie Hagers im Haus. 
Der Marie-Hager-Kunstverein Burg Stargard betreibt das Haus als Museum und Galerie. Die Ausstellung wurde 1996 eröffnet. Werke Marie Hagers befinden sich in der unteren Etage. In der Galerie in der oberen Etage werden in wechselnden Ausstellungen Werke von Künstlern aus der Region gezeigt. In Fortführung der Tradition der „Stargarder Malschule“ werden im Haus Malkurse gegeben.